# Джейкоб Дадман
Джейкоб Стенлі Дадман (англ. Jacob Stanley Dudman) — англійський актор, письменник та режисер. Відомий своїми ролями в програмах Netflix «Незнайомка» (2020), «Медічі» (2019), «Доля: Сага Вінкс» (2021) і серіалі BBC iPlayer «Список A» (2018); а також в аудіовиставах «Доктор Хто» від Big Finish Productions.

## Раннє життя
Дадман виріс у Ріпон, Північний Йоркшир. Він відвідував середню школу англіканської церкви Святого Ейдана. Потім він вивчав кіновиробництво в Лондонському коледжі комунікацій, філії Лондонського університету мистецтв.

### Створення фільмів і YouTube
Будучи підлітком, Дадман завантажував короткометражні фільми, пародії та комедійні скетчі на свій YouTube-канал, що принесло йому понад 100 000 підписників. У 2016 році Дадман зняв 23-хвилинний документальний фільм Save The Rhino Vietnam, у якому він і актор Пол Блекторн вирушили до В'єтнаму, щоб розслідувати торгівлю рогами носорогів і підвищити обізнаність про скрутне становище носорогів.
У 2017 році він став співавтором сценарію, режисером і виконавцем комедійних скетчів «Великий куратор» і «Соло джедай» разом з Джоном Кулшоу, а також створив оповідання для веб-документального фільму «Майже лікарі», створеного мультимедійним художником Стюартом Хамфрісом . Пізніше в тому ж році він також став режисером і продюсером 10-хвилинного документального фільму «Доктор Хто» для BBC Worldwide.

### Акторство
У 2018 році Дадман отримав роль Дева в «Список A», оригінальному серіалі BBC iPlayer. Пізніше того ж року Дадман зіграв роль у третьому сезоні «Медічі» в ролі Джуліо Медічі, який вийшов у грудні 2019 року. У 2019 році Дадман приєднався до акторського складу двох нових фільмів, які вийдуть у 2020 році: «Незнайомець»(за мотивами роману Харлана Кобена) і «Доля: Сага про Вінкс» (за мотивами італійського мультфільму Nickelodeon «Клуб Вінкс»).

## Особисте життя
Хрещеним батьком Дадмана є актор Пол Блекторн.

## Фільмографія
| Рік       | Назва                        | Роль                                | Примітки                                           |
| --------- | ---------------------------- | ----------------------------------- | -------------------------------------------------- |
| 2017      | Великий куратор              | Одинадцятий доктор / Десятий доктор | Короткий фільм                                     |
| 2017      | За лаштунками Доктора Хто    | Ведучий                             | Короткий фільм                                     |
| 2017      | Червоний джемпер             | Майкл                               | Короткий фільм                                     |
| 2017      | Врятуйте носорога у В'єтнамі | себе                                | Короткий фільм                                     |
| 2018      | Список А                     | Dev                                 | 1 сезон                                            |
| 2018      | Соло Джедай                  | Хан Соло                            | Короткий фільм                                     |
| 2019      | Медічі                       | Джуліо де Медічі                    | 3 сезон                                            |
| 2020      | Незнайомець                  | Томас Прайс                         | 8 серій                                            |
| 2021–2022 | Доля: Сага Вінкс             | Сем Харві                           | Повторювана роль (1 сезон); Головна роль (2 сезон) |
| 2022      | Первісний                    | Чарльз, Стівенс (голос)             | «Первісна теорія», 1 серія                         |